# Prey Veng (província)
Prey Veng é uma província localizada no sul do Camboja. Sua capital é a cidade de Prey Veng. Possui uma área de 4.883 km², 2,7% da área total do país. Em 2008, sua população era de 947.357 habitantes.
A província está subdividida em 12 distritos:

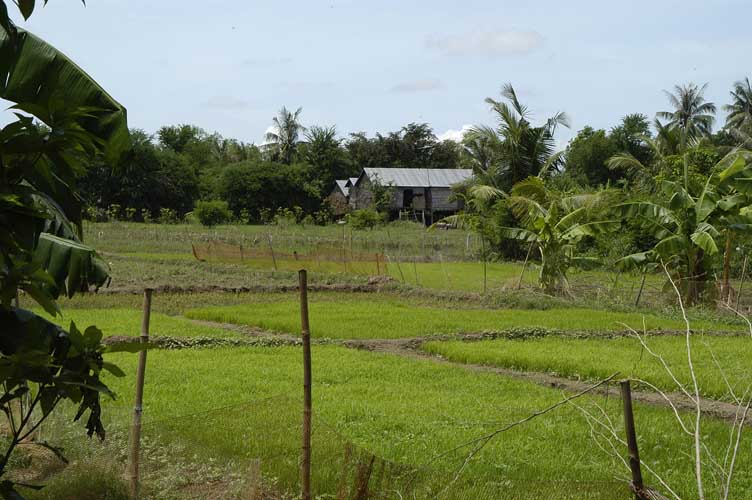
Plantação de arroz em Prey Veng

- 1401 Ba Phnum
- 1402 Kamchay Mear
- 1403 Kampong Trabaek
- 1404 Kanhchriech
- 1405 Me Sang
- 1406 Peam Chor
- 1407 Peam Ro
- 1408 Pea Reang
- 1409 Preah Sdach
- 1410 Prey Veaeng
- 1411 Kampong Leav
- 1412 Sithor Kandal
- 1413 Neak Leung